# Zakaria El Ouahdi
Zakaria El Ouahdi (Antuérpia, 31 de dezembro de 2001) é um futebolista marroquino que atua como lateral-direito. Atualmente joga pelo Genk.

## Infância
El Ouahdi nasceu em Hoboken, na província de Antuérpia, em uma família de oito filhos. Seus pais são descendentes de marroquinos.

## Carreira

### RWD Molenbeek
Em junho de 2021, El Ouadhi se juntou ao time sub-21 do RWD Molenbeek. Após boas atuações, El Ouadhi foi regularmente convidado para treinar com o time principal e recebeu seu primeiro contrato profissional em 9 de setembro de 2021.
Em 14 de agosto de 2021, ele fez sua estreia profissional na Challenger Pro League na vitória do RWD Molenbeek por 3 a 1 contra o Royal Excel Mouscron. Em 3 de outubro, ele marcou seu primeiro gol profissional, garantindo uma vitória de 2 a 1 para seu clube contra o Deinze.
Em 12 de março de 2023, El Ouadhi marcou seu primeiro hat-trick na carreira contra o Club NXT, oferecendo uma importante vitória por 3 a 2 para o RWD Molenbeek em sua luta pela promoção. Ele encerrou a temporada 2022-23 vencendo a liga com o RWD Molenbeek e ganhou uma promoção para a Jupiler Pro League. El Ouadhi foi nomeado o jogador da temporada do Molenbeek e figurou no melhor XI da liga da temporada.

### Genk
Em 5 de setembro de 2023, El Ouahdi assinou pelo Genk um contrato inicial de três anos com opção por mais doze meses.

## Carreira internacional
Com cidadania belga e marroquina, El Ouadhi escolheu representar Marrocos em nível internacional. Em 9 de junho de 2023, ele foi convocado pelo técnico Issame Charaï para o time sub-23 do Marrocos para a Copa das Nações Africanas Sub-23 de 2023. El Ouadhi apareceu em quatro das cinco partidas durante o torneio e marcou um gol contra o Mali Sub-23 na semifinal. O Marrocos Sub-23 venceu o torneio, já que El Ouadhi figurou no time do torneio como o melhor lateral direito.
El Ouadhi recebeu sua primeira convocação sênior para as eliminatórias da Copa das Nações da África de 2025 contra Gabão e Lesoto em setembro de 2024, mas permaneceu no banco em ambos os jogos.

## Títulos
RWD Molenbeek
- Challenger Pro League: 2022–23

Marrocos sub-23
- Jogos Olímpicos: 2024 (medalha de bronze)